# Ladislav Minařík
Ladislav Minařík (* 30. ledna 1953) je bývalý český fotbalový obránce.

## Hráčská kariéra
V československé lize hrál za Škodu Plzeň, vstřelil jednu prvoligovou branku. Debutoval v pátek 16. dubna 1976 v Plzni proti mužstvu ZVL Žilina (nerozhodně 1:1). Naposled nastoupil v pondělí 6. června 1977 v Trenčíně proti domácí Jednotě Trenčín (výhra 2:0).

### Prvoligová bilance
| Ročník             | Zápasy | Góly | Minuty | Klub           |
| ------------------ | ------ | ---- | ------ | -------------- |
| I. liga 1975/76    | 1      | 0    | 4      | TJ Škoda Plzeň |
| I. liga 1976/77    | 10     | 1    | 758    | TJ Škoda Plzeň |
| CELKEM I. ČS. LIGA | 11     | 1    | 762    |                |